# Yuri Sushkin
Yuri Leonidovich Sushkin (28 de agosto de 1952), coronel aposentado da Força Aérea da Bielorrússia, participante das guerras afegãs e do Marfim. Tornou-se amplamente conhecido após o assassinato de nove soldados franceses na Costa do Marfim, pelo qual foi condenado à revelia à prisão perpétua por um tribunal de Paris.

## Biografia
Dominou o avião de ataque Su-25. Inicialmente servido em Kobryn (voblast de Brest, RSS da Bielorrússia) no 397o Regimento de aviação de assalto separado.
De janeiro de 1988 a fevereiro de 1989, ele participou da guerra do Afeganistão. Ele liderou o esquadrão 3 do 378 do Regimento de aviação de assalto separado.
Após o Afeganistão, ele e sua unidade foram servir em Pastavy (voblast de Viciebsk). No verão de 1991, foi nomeado comandante 378 do Regimento. 6 May 1992, Sushkin, juntamente com a unidade, tornou-se parte das Forças Armadas da Bielorrússia. De outubro de 1993, o regimento Sushkin reorganizado na Base Aérea 378-TH. Ele liderou a instalação até sua dissolução em dezembro de 1995.
Em 2004, esteve na Costa do Marfim. Lá trabalhou como mercenário como parte da aviação da Costa do Marfim. Treinou pilotos locais em aviões Su-25. A aeronave estava sob o número de cauda 21. 4 e 6 novembro fez duas missões de combate com pilotos africanos e Boris Smahin. No último caso, seu avião atacou a base francesa em Bouaké.
Forçado a fugir do país. Ele e outros bielorrussos são capturados no Togo, mas depois de duas semanas eles são liberados.
Nos anos seguintes, ele trabalhou como professor sênior do Departamento de treinamento de vôo e uso de combate da Faculdade de aviação da Academia Militar da República da Bielorrússia.
Em 29 de março de 2021, começaram os julgamentos em Paris. Em 15 de abril, o tribunal condenou-o à revelia à prisão perpétua.

## Recompensas
Yuri Sushkin é um сavaleiro da ordem do Estandarte Vermelho e duas ordens da Estrela Vermelha.